# Alphonse Laveran
Charles Louis Alphonse Laveran (Párizs, 1845. június 18. – Párizs, 1922. május 18.) francia katonaorvos. 1907-ben orvosi-élettani Nobel-díjat kapott a malária és álomkór okozóinak felfedezéséért. 

## Tanulmányai
Alphonse Laveran 1845. június 18-án született Párizsban Louis-Théodore Laveran és Marie-Louise Anselme Guénard gyermekeként. Apja és apai nagyapja is orvosok voltak, apja katonaorvosként szolgált. Anyja magas rangú katonacsaládból származott. 1850-ben apját Algériába vezényelték, ahol a helyi lakosság fellázadt a francia gyarmati uralom ellen. 1856-ban a család visszatért Párizsba, ahol apja a katonaorvosi főiskola, az École de Val-de-Grâce igazgatója lett.
Alphonse a Collège Sainte-Barbe és a Lycée Louis-le-Grand magániskolákba járt, majd apja nyomdokait követve ő is katonaorvosnak tanult Strasbourgban. 1867-ben végzett, szakdolgozatának témája az idegek regenerációja volt. Röviddel katonai szolgálatának megkezdése után, 1870-ben kitört a porosz–francia háború. Laveran részt vett a gravelotte-i csatában és Metz ostrománál fogságba esett. Miután szabadon engedték, lille-i, majd párizsi kórházakban dolgozott. 1874-ben versenypályázaton elnyerte az École de Val-de-Grâce katonai betegségek és járványok szakának vezetését, amelynek korábban apja állt az élén.

## A malária kórokozójának felfedezése

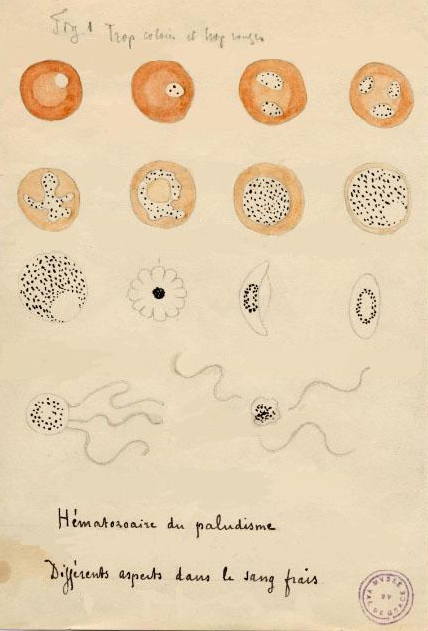
Laveran rajza a Plasmodium fejlődési stádiumairól

Miután négyéves szerződése lejárt, előbb az algériai Bône (ma Annaba), Biskra, majd Constantine (Qusantînah) városok katonai kórházaiban dolgozott. Itt rendszeresen találkozott maláriás esetekkel. A betegség megtizedelte a francia újoncokat, akik sok esetben még azelőtt a járvány áldozatául estek, hogy beoszthatták volna őket az egységeikhez. A malária oka akkor még ismeretlen volt, a hagyomány szerint a „rossz levegő” okozta (ezt jelenti a neve is). A 19. század végére már feltételezték, hogy bakteriális fertőzés lehet, de a kórokozót nem sikerült megtalálni. Laveran széles körű kutatásokat kezdett, hogy minél jobban megértse a betegséget, felboncolta a halottakat és a betegek vérét mikroszkóp alatt vizsgálta. Gyenge mikroszkópjával korábban is látott feketén pigmentált foltokat a betegek vérében, de 1880 novemberében egy erős lencséjű műszerrel felfedezte, hogy ezek a foltok mozognak, hosszú ostorokkal hajtják magukat előre. Az általa felfedezett szervezet nem baktérium volt, hanem egy egysejtű protozoon. Laveran 192 maláriás betegéből 142-ben kimutatta az általa Oscillaria malariae névre keresztelt, vérben élő parazitát. Más, kisebb, kerek szervezeteket is észrevett, amikről úgy vélte, hogy a parazita életciklusának korábbi fázisát képviselik.
Felfedezését sokan kétkedéssel fogadták. Abban az időben még csak baktériumokról bizonyították be, hogy betegségeket okoznak és Laveran protozoonja nagy méretével és ostoraival eltért minden ismert kórokozótól. A feltételezett Bacillus malariae-t azonban nem sikerült megtalálni és 1884-ben két olasz kutató, Ettore Marchiafava és Angelo Celli Laverantól függetlenül megtalálta a parazita korai fejlődési formáját a betegek vérében. Ők azt Plasmodiumnak nevezték el és ez a név terjedt el, bár formálisan Laveran előbb adott nevet az organizmusnak.
Időközben Laveran folytatta a bizonyítékok gyűjtését; 1882-ben a Róma melletti hírhedten maláriával fertőzött, mocsaras Campagnában gyűjtött vérmintákat, 1884-ben pedig visszatért a párizsi École de Val-de-Grâce-ba. Miután a híres Pasteur is Laveran elmélete mögé állt, az évtized végére a tudományos közvélemény elfogadta, hogy a Plasmodium a malária kórokozója. 1889-ben Laveran megkapta a Francia Természettudományi Akadémia Bréant-díját.
Laveran hosszas, alapos kutatás után sem volt képes megtalálni a Plasmodiumot a maláriával sújtott területek talaj- vagy vízmintáiban, ezért egy Budapesten tartott nemzetközi közegészségügyi konferencián felvetette, hogy a parazita a szúnyogok közvetítésével kerülhet az emberbe. Elméletét ismét általános kétkedés övezte és csak később bizonyította be az Indiában dolgozó angol Ronald Ross (aki ezért Nobel-díjat kapott), hogy igaza volt.

## Későbbi pályafutása
1894-ben felhagyott párizsi tanári munkájával és a lille-i katonai kórház főtisztiorvosaként, majd a nantes-i 11. hadtest egészségügyi igazgatójaként dolgozott. Ezek adminisztratív posztok voltak, ahol nem kutathatott, ezért 1896-ban átment a Pasteur Intézetbe, ahol kapott egy laboratóriumot. A következő tíz évben a Trypanosomákat (ostoros egysejtű parazitákat, amelyek rovarokban élnek) kutatta és felfedezte, hogy ők okozzák az afrikai álomkórt.
1907-ben orvostudományi Nobel-díjjal tüntették ki „a protozoonok betegségekben játszott szerepének kutatásáért”. A pénzjutalom felét a Pasteur Intézetnek adományozta.
1908-ban megalapította az Egzotikus Betegségek Patológiájának Társaságát, amelynek 1920-ig ő volt az elnöke. Az első világháború során katonai egészségügyi bizottságokban dolgozott.  

## Elismerései

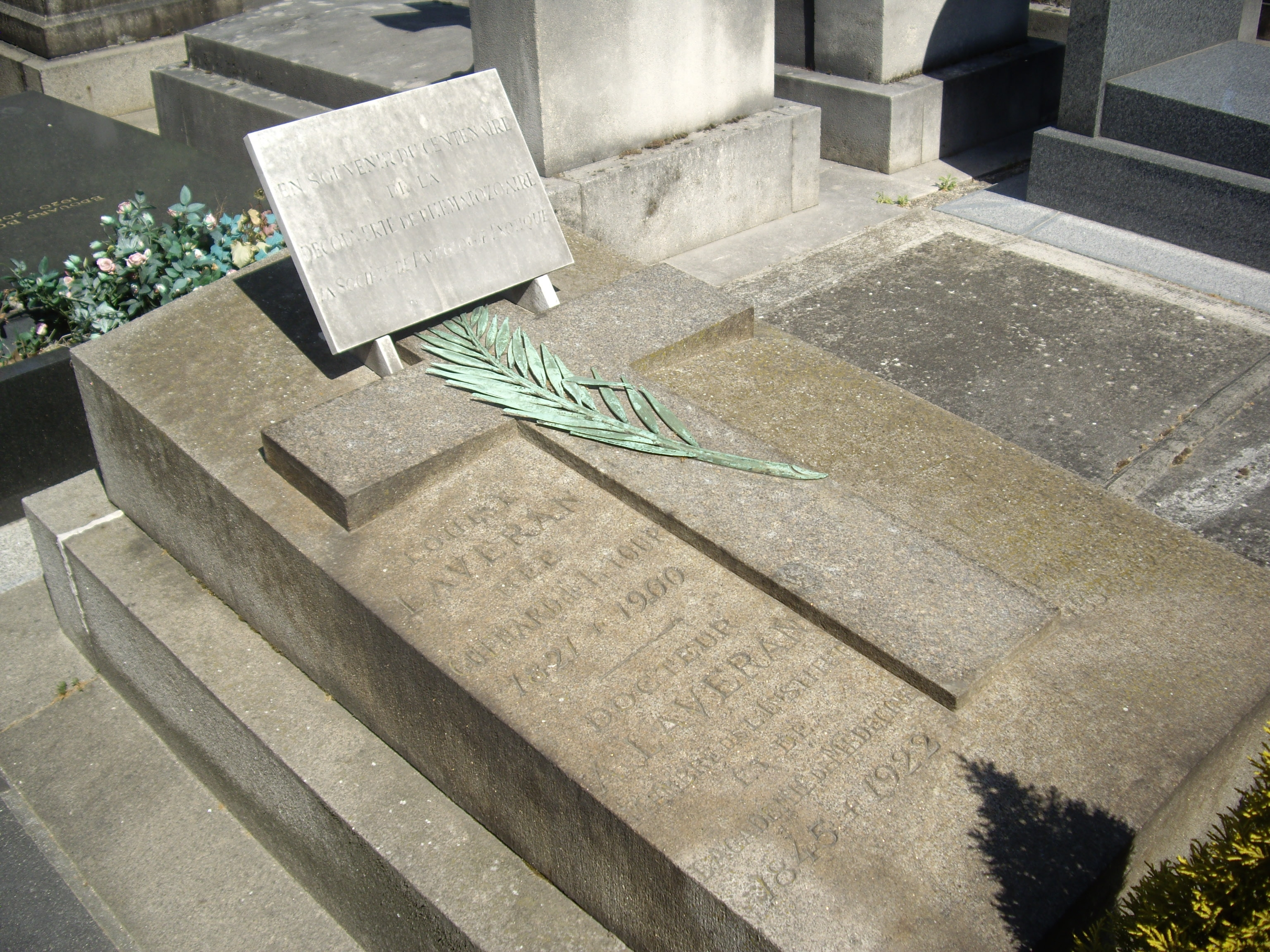
Alphonse Laveran sírja

- 1889 – a Francia Természettudományi Akadémia Bréant-díja
- 1902 – a brit Királyi Orvosi Társaság Edward Jenner-érme
- 1907 – Orvosi Nobel-díj
- 1912 – Francia Becsületrend

1901-től a Francia Természettudományi Akadémia tagja. 1915-től a Pasteur Intézet tiszteletbeli igazgatója, 1920-tól a Francia Orvostudományi Akadémia elnöke.

## Családja
Laveran 1885-ben feleségül vette Sophie Marie Pidancet-t de gyerekük nem született.
Alphonse Laveran 1922. május 22-én, hosszú betegség után halt meg Párizsban, 76 évesen.